# Pseudochelaria arbutina
Pseudochelaria arbutina är en fjärilsart som beskrevs av Hartford Hammond Keifer 1929. Pseudochelaria arbutina ingår i släktet Pseudochelaria och familjen stävmalar. Inga underarter finns listade i Catalogue of Life.